# Квадратура параболы

Сегмент параболы.

Квадратура параболы (греч. Τετραγωνισμὸς παραβολῆς) — монография по геометрии, написанная Архимедом в III веке до н. э. и адресованная его александрийскому знакомому Досифею.
Работа содержит 24 утверждения относительно парабол, собранных в два доказательства. В этих доказательствах Архимед показывает, что площадь сегмента параболы, то есть области между параболой и прямой, равна 4/3 площади определённого треугольника, вписанного в сегмент.
Это одна из наиболее известных работ Архимеда. Учёный сумел разбить площадь на бесконечное число треугольников, площади которых образуют геометрическую прогрессию. Он вычислил сумму этого геометрического ряда и доказал, что она точно равна площади сегмента параболы.
Это доказательство является примером использования апагогии у математиков древней Греции, и решение Архимеда оставалось непревзойдённым вплоть до развития интегрирования в XVII веке, когда было заменено квадратурной формулой Кавальери.

## Основная теорема
Чтобы найти площадь параболического сегмента, Архимед рассматривает определённый вписанный треугольник. Основанием этого треугольника является заданная хорда параболы, а третьей вершиной служит такая точка параболы, что касательная к параболе в этой точке параллельна хорде. Лемма первой работы утверждает, что прямая из третьей вершины, параллельная оси, делит хорду на два равных отрезка. Основная теорема гласит, что площадь параболического сегмента равна 4/3 площади вписанного треугольника.

## Структура текста

Первое доказательство Архимеда использует принцип рычага для нахождения площади параболического сегмента.

Конические сечения, такие как парабола, были хорошо известны уже во времена Архимеда благодаря работам Менехма за век до этого. Однако до прихода дифференцирования и интегрирования не существовало простых средств нахождения площади конических сечений. Архимед дал первое проверенное решение этой проблемы, сфокусировавшись на площади сегмента, ограниченного параболой и хордой.
Архимед дал два доказательства основной теоремы, одно из которых использует абстрактную механику, а другое основано на чистой геометрии. В первом доказательстве Архимед рассматривает рычаг, находящийся в равновесии под действием силы тяжести, с имеющими массу сегментами параболы и треугольником, подвешенными вдоль плеч рычага на определённых расстояниях от точки опоры. Если центр тяжести треугольника известен, условие равновесия рычага даёт площадь сегмента параболы в терминах площади треугольника с тем же основанием и высотой. Архимед здесь отклоняется от процедуры, описанной в трактате О равновесии плоскостей, в том, что центры тяжести фигур находятся на уровне ниже уровня баланса. Второе и более известное доказательство опирается только на геометрию, в частности на формулу суммы членов геометрической прогрессии.
Из двадцати четырёх утверждений первые три приведены без доказательства и ссылаются на работу Евклида «Конические элементы» (утерянная работа Евклида по коническим сечениям). Утверждения 4 и 5 устанавливают элементарные свойства параболы. Утверждения 6–17 представляют собой доказательство основной теоремы на основе механики. Утверждения 18–24 предоставляют геометрическое доказательство.

## Геометрическое доказательство

Второе доказательство Архимеда разбивает параболический сегмент на произвольно большое число треугольников.

### Разбиение параболического сегмента
Основная идея доказательства — разбиение параболического сегмента на бесконечное число треугольников, как показано на рисунке справа. Каждый из этих треугольников вписан в свой сегмент тем же способом, что и синий треугольник.

### Площади треугольников
В утверждениях 18–21 Архимед доказывает, что площадь каждого зелёного треугольника равна одной восьмой площади синего треугольника. С точки зрения современной геометрии, данный факт является следствием того, что ширина зелёного треугольника равна половине ширины синего, а его высота в четыре раза меньше:
По тому же принципу площадь каждого жёлтого треугольника равна одной восьмой площади зелёного, площадь каждого из красных треугольников равна одной восьмой площади жёлтого треугольника и так далее. Используя метод исчерпывания, получаем, что общая площадь параболического сегмента задаётся выражением:
{\displaystyle {\text{Area}}\;=\;T\,+\,2\left({\frac {T}{8}}\right)\,+\,4\left({\frac {T}{8^{2}}}\right)\,+\,8\left({\frac {T}{8^{3}}}\right)\,+\,\cdots .}
Здесь {\displaystyle T} представляет собой площадь большого синего треугольника, второй член — суммарную площадь двух зелёных треугольников, третий член — суммарную площадь четырёх жёлтых треугольников и так далее. Это выражение можно упростить:
{\displaystyle {\text{Area}}\;=\;\left(1\,+\,{\frac {1}{4}}\,+\,{\frac {1}{16}}\,+\,{\frac {1}{64}}\,+\,\cdots \right)T.}

### Сумма ряда

Доказательство Архимеда, что

Для завершения доказательства Архимед показал, что
{\displaystyle 1\,+\,{\frac {1}{4}}\,+\,{\frac {1}{16}}\,+\,{\frac {1}{64}}\,+\,\cdots \;=\;{\frac {4}{3}}.}
Формула выше является суммой геометрического ряда, каждый последующий член которого вчетверо меньше предыдущего.
Архимед вычислил сумму геометрическим методом, проиллюстрированным на рисунке. На рисунке изображён единичный квадрат, который разбивается на бесконечное число меньших квадратов. Каждый последующий фиолетовый квадрат имеет площадь вчетверо меньше площади предыдущего квадрата, а полная сумма площадей фиолетовых квадратов равна сумме
{\displaystyle {\frac {1}{4}}\,+\,{\frac {1}{16}}\,+\,{\frac {1}{64}}\,+\,\cdots .}
Однако набор фиолетовых квадратов равен каждому из наборов жёлтых квадратов, а потому покрывает 1/3 площади единичного квадрата. Отсюда следует, что ряд, приведённый выше, сходится к 4/3 (поскольку 1+1/3 = 4/3).